# واقية

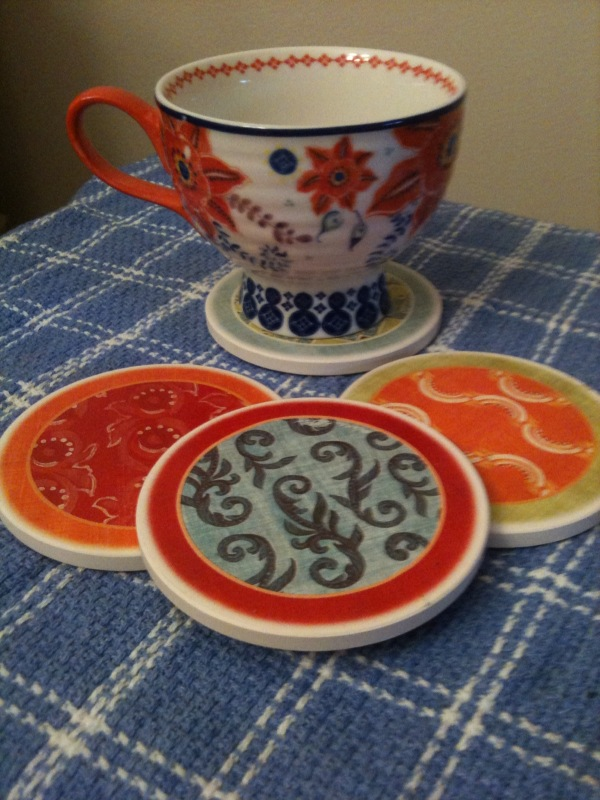
واقية

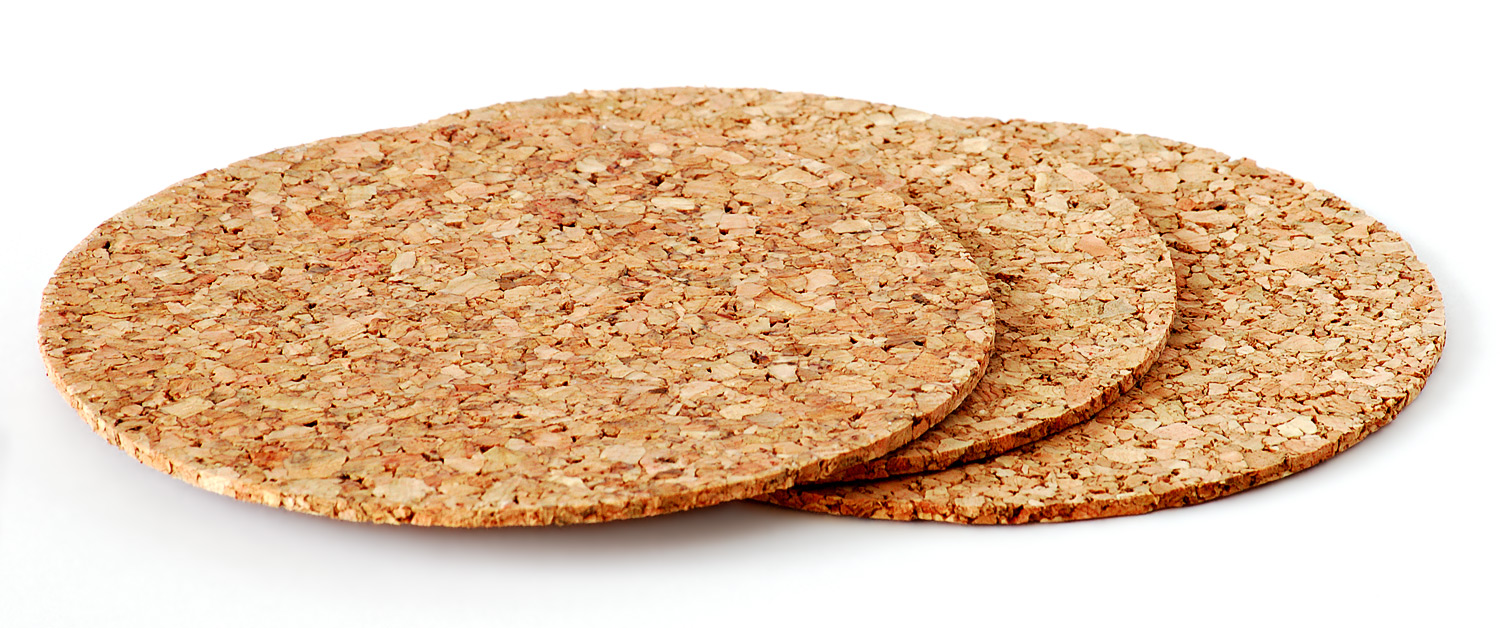
واقية مصنوعة من الفلين

 الواقية أو الصُّحَيْفَة أو الجِواءَة قطعة معدنية أو ورقية أو قماشية أو خشبية توضع على الطاولة ليُوضع عليها إبريق الشاي أو القهوة وأوان المشروبات الساخنة أو الباردة الأخرى؛ فهي تقي المنضدة من حرارة الإناء إن كان ساخنًا، وتبقي عليها نظيفة، فهي تحول من وصول قطرات السائل إليها. ورد في تعريف الجِواءَة : هي ما تُوضع عليه القِدْرُ من جِلد وغيره وقايةً لما تحتها.